# Lijst van schildhagedissen
Onderstaand een lijst van alle soorten schildhagedissen (Gerrhosauridae). Er zijn 37 soorten in 7 geslachten.
- Soort Broadleysaurus major
- Soort Cordylosaurus subtessellatus
- Soort Gerrhosaurus auritus
- Soort Gerrhosaurus bulsi
- Soort Gerrhosaurus flavigularis
- Soort Gerrhosaurus multilineatus
- Soort Gerrhosaurus nigrolineatus
- Soort Gerrhosaurus skoogi
- Soort Gerrhosaurus typicus
- Soort Matobosaurus maltzahni
- Soort Matobosaurus validus
- Soort Tetradactylus africanus
- Soort Tetradactylus breyeri
- Soort Tetradactylus eastwoodae
- Soort Tetradactylus ellenbergeri
- Soort Tetradactylus seps
- Soort Tetradactylus tetradactylus
- Soort Tetradactylus udzungwensis
- Soort Tracheloptychus madagascariensis
- Soort Tracheloptychus petersi
- Soort Zonosaurus aeneus
- Soort Zonosaurus anelanelany
- Soort Zonosaurus bemaraha
- Soort Zonosaurus boettgeri
- Soort Zonosaurus brygooi
- Soort Zonosaurus haraldmeieri
- Soort Zonosaurus karsteni
- Soort Zonosaurus laticaudatus
- Soort Zonosaurus madagascariensis
- Soort Zonosaurus maramaintso
- Soort Zonosaurus maximus
- Soort Zonosaurus ornatus
- Soort Zonosaurus quadrilineatus
- Soort Zonosaurus rufipes
- Soort Zonosaurus subunicolor
- Soort Zonosaurus trilineatus
- Soort Zonosaurus tsingy